# Pterospermum gracile
Pterospermum gracile är en malvaväxtart som beskrevs av P.Wilkie. Pterospermum gracile ingår i släktet Pterospermum och familjen malvaväxter. Inga underarter finns listade i Catalogue of Life.